# Mysmenopsis atahualpa
Mysmenopsis atahualpa là một loài nhện trong họ Mysmenidae.
Loài này thuộc chi Mysmenopsis. Mysmenopsis atahualpa được L. Baert miêu tả năm 1990.